# Чучхе
Чучхе́ (кор. 주체?, 主體?) — северокорейская национал-коммунистическая государственная идеология, разработанная Ким Ир Сеном (руководителем страны в 1948—1994 годах) в противовес «импортному марксизму». Как полагают корееведы, основной причиной разработки чучхе было стремление Ким Ир Сена подчеркнуть независимость КНДР от влияния сталинизма и маоизма, а также дать идеологическое обоснование своей личной власти и власти преемников. Конституция КНДР закрепляет руководящую роль чучхе в государственной политике, определяя его как «мировоззрение, в центре которого — человек и революционные идеи, нацеленные на осуществление самостоятельности народных масс».

## Этимология
Слово «чучхе» принадлежит к категории ханмунных слов. «Чу» (주) означает «хозяин», а «чхе» (체) — «тело, сущность, субстанция, природа». Таким образом, «чучхе» означает такую ситуацию, когда человек является хозяином и себя самого, и всего окружающего мира.
Корейско-русские словари дают этому термину толкование «основная часть» и «самобытность».

## История
Чучхе — это известный дальневосточный философский термин, употреблявшийся в значении «вещь с точки зрения субъекта» и использовавшийся в корейской средневековой мысли. Схожее понятие «чучхесон» использовал в своей идеологии Пак Чон Хи, понятие «идеи чучхе» встречалось и в политической жизни Южной Кореи, однако там это служило синонимом национал-консерватизма. Ранним популяризатором чучхе в более близком к современному значении был участник национально-освободительного и анархистского движения Син Чхэхо.
В КНДР чучхе как официальная идеология считается гармоничной трансформацией идей марксизма-ленинизма на основе древнекорейской (конфуцианской) философской мысли.
Впервые термин «чучхе» прозвучал в речи Ким Ир Сена «Об искоренении догматизма и формализма в идеологической работе и об установлении чучхе» (кор. 사상사업에서 교조주의와 형식주의를 퇴치하고 주체를 확립할 데 대하여), произнесенной 28 декабря 1955 года. В этой речи Ким Ир Сен подчеркивал, что для успеха революции в Корее, помимо изучения марксизма-ленинизма, истории КПСС и китайской революции, необходимо большее внимание к корейской истории и традициям корейского народа.
По официальной точке зрения историков КНДР долгое время считалось, что идеи чучхе провозгласил Ким Ир Сен в 1930 году в селе Калунь (Китай), а в настоящее время считается, что идеи чучхе начали формироваться с момента образования «Союза свержения империализма» (17 октября 1926 года).
Зарубежные исследователи в большинстве считают, что идеи чучхе начинали формироваться с середины 1950-х годов, когда северокорейскому руководству потребовалось обосновать сокращение экономических и культурных связей с СССР и освободиться от советского и китайского влияния в области идеологии.
Идеи чучхе как «опоры на собственные силы» из области идеологии перешли со временем и в области экономики, обороны и в другие сферы. В 1970 году учение чучхе получило статус официальной идеологической платформы Трудовой партии Кореи, что было закреплено в уставе ТПК.
По Конституции 1972 года, КНДР — суверенное социалистическое государство, которое в своей деятельности руководствуется идеями «чучхе», что означает, что все вопросы внутренней жизни должны решаться с позиций опоры на собственные силы.
В КНДР идеология чучхе именовалась также кимирсенизмом (или кимизмом).
Кимирсенизм воспринял многие черты сталинизма. Корейские идеологи воспринимали кимизм как творческое применение сталинской версии марксизма-ленинизма в корейском контексте, а сам сталинизм — как единственную ортодоксальную версию марксизма-ленинизма. Ким Ир Сен провозглашался «величайшим марксистом-ленинцем нашего времени», Однако, уже к концу 60-х кимерсинизм развился в полноценную самостоятельную идеологию, существенно отличающуюся от сталинизма. С начала 70-х стала отрицаться роль сталинизма в становлении идеологии чучхе, а затем изменился и взгляд на неё как варианта марксизма-ленинизма.
Как утверждалось, кимизм, как «новая и уникальная система революционных взглядов, теория и методология, обосновывающая необходимость перехода к эпохе опоры на собственные силы» не являлся марксизмом-ленинизмом и даже превосходил его.
В 1980-е годы Ким Ир Сен выпустил ряд статей об идеях чучхе, окончательно сформировавших её как философскую систему. Однако основополагающего текста, который излагал бы суть учения чучхе, нет. Хотя термин постоянно встречается в работах Ким Ир Сена, труд под названием «Об идеях чучхе» (1982) был написан Ким Чен Иром и напоминает скорее краткий курс основных постулатов, а не серьёзный теоретический труд.
Отмечается, что со временем значение общеуниверсальных элементов в идеологии «чучхе» уменьшалось, и все более заметную роль в нём стал играть традиционный корейский национализм. Если поначалу чучхе рассматривалось северокорейскими идеологами как прямое продолжение идей Маркса — Энгельса — Ленина — Сталина, то теперь его трактуют скорее как продолжение корейской традиционной мысли. По мнению американского профессора-корееведа Б. Р. Майерса, мировоззрение северокорейцев ближе к Японии времён Второй мировой войны, чем к СССР эпохи Сталина. 
В КНДР идеи чучхе воспринимаются просто как полная совокупность трудов Ким Ир Сена и Ким Чен Ира.
С 8 июля 1997 года по 13 октября 2024 года в КНДР использовалось летоисчисление по «календарю чучхе», началом которого являлся 1912 год — год рождения Ким Ир Сена.

## Философия
Некоторые исследователи отмечают синтетический характер чучхе, где «западные» идеи социализма (марксизма-ленинизма) соединились с многовековой конфуцианской традицией (концепция верности «чхун»), а также с традиционной корейской религией Чхондогё (почитание предков-основателей государства Чосон и попытка водворения рая на Земле — «чисан чхонгук»).

### Основные положения
- «Субъектом общественного движения выступают народные массы», однако данный тезис не приводит к демократии в западном понимании этого слова, поскольку опора на народные массы не подразумевает равенства. Напротив, народ представляет собой сложный иерархический организм, не отрицающий авторитарной (вождистской) формы правления.
- Нация (민족), обладающая расовой и этнической однородностью[21], высоким чувством национальной гордости и революционного достоинства, непобедима.
- «В отличие от капиталистической экономики, стремящейся к прибыли, главной целью социалистической самостоятельной экономики является удовлетворение потребностей страны и населения». Идеология чучхе настаивает на приверженности идеалам социализма, однако под социализмом понимается приоритет коллективизма над индивидуализмом[22].
- «Народ (인민) каждой страны обязан бороться не только против агрессии и порабощения, за последовательную защиту своей самостоятельности, но и против империализма и доминационизма, посягающих на самостоятельность народов других стран» (изоляционизм, автаркия, антиглобализм).
- «Революция (혁명) — это борьба за реализацию народными массами их потребностей в самостоятельности». Фактически, революция понимается здесь предельно широко и включает в себя даже трудовую деятельность. Сидеть сложа руки, ожидая, пока созреют все необходимые условия, равнозначно отказу от революции.
- «Чтобы установить общенародную и всегосударственную систему обороны, надо вооружить весь народ и превратить всю страну в крепость». На этом положении основана доктрина сонгун (приоритета армии, милитаризм). Однако армия не противостоит народу, а представляет собой вооружённый народ. Армия подразумевает принцип единоначалия, поскольку солдаты всегда готовы отдать свою жизнь ради своего полководца (вождя)[23].
- «Чтобы выработать правильный взгляд на революцию, требуется обязательно положить в основу воспитания чувство беззаветной преданности вождю» («теории центральной роли вождя» — 수령 중심론)[23].
- Любовь и вера (김정일 장군의 병사들에 대한 사랑과 믿음) — полководец относится к своим бойцам, к армии с заботой и любовью. Как к подчинённым относились просвещённые государи. Однако и бойцы Корейской Народной армии, согласно сонгун, верят полководцу. В связи с указанным хотелось бы обратить внимание на следующее важное обстоятельство: особую роль категории «души» — маым (마음) в традиционной и современной корейской культуре[23].
- Приказы вождя (명령의 무계를 심장으로 받아 들이고) — политическая работа в армии строится таким образом, чтобы боец принимал приказы вождя сердцем. По своей сути идеи сонгун — «приоритета армии» — имеют своей целью сдерживание потенциальной агрессии извне в условиях сохранения существующего общественно-политического строя, в идеологическом фундаменте которого заложены идеи чучхе и представление об особой роли высшего руководителя страны[23].

### Общефилософские взгляды
- «Человек (사람) — властелин мира и хозяин своей судьбы» (гуманизм, антропоцентризм).
- Человек, заразившийся низкопоклонством, перестаёт адекватно воспринимать реальность.
- Сознание — высшая функция человеческого мозга.
- Природа (자연) — объект труда человека и материальный источник человеческой жизни (материализм);

## Символика
Пропаганда чучхе нередко обращается к традиционной корейской мифологии, воспринимая её как продукт творчества корейского народа. Ярким заимствованным образом является крылатый конь Чхоллима, превращённый в символ прогресса и революции. Почётом окружена и фигура легендарного родоначальника корейского государства Тангуна, пришедшего с заснеженных вершин Пэктусана.

## В мире
Идеи чучхе получили международное признание.
В 26 странах были созданы комитеты по идеям чучхе, тысяча кружков чучхе действовала в 67 странах.
Лекции по чучхе читаются в 200 университетах пяти континентов.
В Пхеньяне проводятся ежегодные Всемирные конгрессы чучхе.
- Во Франции Чучхейская партия Франции (PJF) опирается на идеологию чучхе.

- В России изучением, развитием и распространением идей чучхе с середины 1990-х годов занимается Российское общество изучения идей чучхе под руководством Дмитрия Костенко[26]. Общество взаимодействует с посольством КНДР в Москве, Корейской ассоциацией работников общественных наук (Пхеньян) и региональными обществами изучения идей чучхе на просторах бывшего СССР. В конце 90-х — начале 2000-х гг. в России появились и другие чучхейские общественные объединения: Российский женский союз имени Ким Чен Сук[27], институт кимирсенизма-кимчениризма. Существенный вклад в пропаганду идей чучхе вносят Группы солидарности с КНДР[28].

- В Японии действует Международный институт изучения идей Чучхе, филиалами которого являются общества по изучению в разных странах мира[29]. На сайте института имеются ссылки на несколько десятков обществ-членов на всех континентах, кроме Австралии и Антарктиды.

## Критика
Чучхе сравнивают[кто?] со сталинизмом, поскольку целью заявляется построение «социализма с опорой на собственные силы» (ср. «социализм в отдельно взятой стране»).
Чучхе не отрицает мировую революцию и международную солидарность, но отказывается от механического «экспорта революций»:

Самостоятельность не противоречит интернационализму. Наоборот, она служит основой для его укрепления. Отрыв от революции в собственной стране делает немыслимой мировую революцию, подобно этому невозможен интернационализм вне проявления самостоятельности. Интернациональная сплочённость должна опираться на добровольность и равенство. Интернациональная сплочённость только на основе самостоятельности приобретает характер добровольности и равноправия, становится подлинной и прочной. Наша партия отстаивает курс, направленный на то, чтобы, борясь с империализмом, поддерживать национально-освободительные движения в колониальных странах и международное рабочее движение, неуклонно идти к социализму и коммунизму и, соблюдая принципы невмешательства, взаимного уважения, равенства и взаимной выгоды, укреплять сплоченность социалистических стран и международного коммунистического движения.
— Ким Чен Ир. Об идеях чучхе. Пхеньян, ИЛИЯ, 1982, с. 41
Также чучхе проповедует идеи вождизма, милитаризма и потребительского отношения к природе.
Решительно осуждается любое «низкопоклонство перед большими странами».
Чучхе представляет собой крайний вариант автаркии и изоляционизма. 
Субъектом истории объявляются народные массы.

Лишь под верным руководством партии и вождя рабочий класс, народные массы в состоянии настойчиво вести серьёзную и сложную революционную борьбу за преобразование природы и общества, добиться национального и классового освобождения, успешно строить социалистическое и коммунистическое общество и управлять им.— Ким Чен Ир. Об идеях чучхе.